# Xenostelis polychroma
Xenostelis polychroma är en biart som beskrevs av Baker 1999. Xenostelis polychroma ingår i släktet Xenostelis och familjen buksamlarbin. Inga underarter finns listade i Catalogue of Life.